# Fábrica Claudio Arguelles de La Habana
La Fábrica Claudio Arguelles de La Habana es una institución de la industria maquinaria ubicada en La Habana, Cuba.
Sus producciones aumentaron luego del triunfo de la Revolución Cubana, debido a la necesidad nacional en 1959.
Su etapa de mayor esplendor de construcción y reparación fundamentalmente de autobuses se manifestó en las décadas de 1970 y 1980. En estos años se construyeron 15.000 ómnibus urbanos llamados Girón(producciones de 9,5m de largo. Luego de 1991 su producción decayó. Desde ese momento fundamentalmente se realizaron piezas de repuesto, además, se atendió mantenimiento y montaje de éstos y otros aparatos.
Los servicios fundamentales que realiza actualmente es la fabricación de motocicletas y bicicletas. Además se reparan o reconstruyen carrocerías. 